# Regering-Janson
De regering-Janson (24 november 1937 - 15 mei 1938) was een Belgische regering, geleid door de liberaal Paul-Emile Janson. Het was een coalitie van de BWP (70 zetels), het Katholiek Blok (63 zetels) en de Liberale Partij (23 zetels). De regering volgde de regering-Van Zeeland II op en werd opgevolgd door de regering-Spaak I.
Het was de eerste regering sinds 1884 waarbij géén lid van de Katholieke Partij aan het hoofd stond, en het zou duren tot 1999, vooraleer opnieuw een liberaal eerste minister werd (Guy Verhofstadt).

## Samenstelling
De regering telde 15 ministers: 6 voor de socialisten, 5 voor de katholieken en 3 voor de liberalen. Daarnaast telde de regering een expert.
| Ambtsbekleder                                        | Ambtsbekleder                      | Ambtsbekleder                          | Functie                                            | Termijn                            | Partij                       |
| ---------------------------------------------------- | ---------------------------------- | -------------------------------------- | -------------------------------------------------- | ---------------------------------- | ---------------------------- |
|                                                      |                                    | Paul-Emile Janson (1872-1944)          | Eerste Minister                                    | 24 november 1937 - 15 mei 1938     | extraparlementair (liberaal) |
|                                                      |                                    | Hendrik de Man (1885-1953)             | Minister Financiën                                 | 24 november 1937 - 12 maart 1938   | BWP                          |
|                                                      |                                    | Eugène Soudan (1880-1960)              | Minister Financiën                                 | 12 maart 1938 - 15 mei 1938        | BWP                          |
|                                                      |                                    | Hubert Pierlot (1883-1965)             | Minister Landbouw                                  | 24 november 1937 - 15 mei 1938     | Katholiek Blok               |
|                                                      |                                    | Charles du Bus de Warnaffe (1894-1965) | Minister Justitie                                  | 24 november 1937 - 15 mei 1938     | Katholiek Blok               |
| Minister ad interim Middenstand en Economische Zaken | 7 februari 1938 - 15 februari 1938 | Charles du Bus de Warnaffe (1894-1965) |                                                    |                                    | Katholiek Blok               |
| Minister ad interim Koloniën                         | 28 april 1938 - 15 mei 1938        | Charles du Bus de Warnaffe (1894-1965) |                                                    |                                    | Katholiek Blok               |
|                                                      |                                    | Paul-Henri Spaak (1899-1972)           | Minister Buitenlandse Zaken en Buitenlandse Handel | 24 november 1937 - 15 mei 1938     | BWP                          |
|                                                      |                                    | Octave Dierckx (1882-1955)             | Minister Binnenlandse Zaken                        | 24 november 1937 - 15 mei 1938     | Liberale Partij              |
|                                                      |                                    | Henri Denis (1877-1957)                | Minister Landsverdediging                          | 24 november 1937 - 15 mei 1938     | extraparlementair            |
|                                                      |                                    | Julius Hoste (1884-1954)               | Minister Openbaar Onderwijs                        | 24 november 1937 - 15 mei 1938     | extraparlementair (liberaal) |
|                                                      |                                    | Joseph Merlot (1886-1959)              | Minister Openbare Werken en Werkverschaffing       | 24 november 1937 - 15 mei 1938     | BWP                          |
|                                                      |                                    | Philip Van Isacker (1884-1951)         | Minister Middenstand en Economische Zaken          | 24 november 1937 - 7 februari 1938 | Katholiek Blok               |
|                                                      |                                    | Pierre De Smet (1892-1975)             | Minister Middenstand en Economische Zaken          | 15 februari 1938 - 15 mei 1938     | Katholiek Blok               |
|                                                      |                                    | Achille Delattre (1879-1964)           | Minister Arbeid en Sociale Voorzorg                | 24 november 1937 - 15 mei 1938     | BWP                          |
|                                                      |                                    | Hendrik Marck (1883-1957)              | Minister Verkeerswezen                             | 24 november 1937 - 15 mei 1938     | Katholiek Blok               |
|                                                      |                                    | Désiré Bouchery (1888-1944)            | Minister Posterijen, Telegrafie en Telefonie       | 24 november 1937 - 15 mei 1938     | BWP                          |
|                                                      |                                    | Edmond Rubbens (1894-1938)             | Minister Koloniën                                  | 24 november 1937 - 27 april 1938   | Katholiek Blok               |
|                                                      |                                    | Arthur Wauters (1890-1960)             | Minister Volksgezondheid                           | 24 november 1937 - 15 mei 1938     | BWP                          |

### Herschikkingen
- Op 2 februari 1938 wordt Philip Van Isacker (katholiek) als minister van Economische Zaken en Middenstand vervangen door Pierre De Smet (katholiek)
- Op 12 maart 1938 wordt Hendrik De Man (BWP) minister van Financiën vervangen door Eugène Soudan (BWP).